# Didier Alexandre
Pour les articles homonymes, voir Alexandre.
Didier Alexandre (né le 21 novembre 1955) est un historien français de la littérature.

## Biographie
Né en 1955, ancien élève de l'École normale supérieure (L 1977) et agrégé de lettres classiques, Didier Alexandre est docteur (1983) et docteur d'État ès lettres (1996).
Il a enseigné la littérature française à Avignon, avant d'être élu professeur à Paris-IV. Il est coordonnateur de l'Observatoire de la vie littéraire (OBVIL), basé en cet établissement.
Il est spécialiste de Paul Claudel —dont il a édité avec Michel Autrand le Théâtre dans la Bibliothèque de la Pléiade — de la poésie française du XXe siècle (Apollinaire, Char, Michaux) et de Claude Simon. Il est le secrétaire général de la Société Paul-Claudel.

## Publications
Ouvrages
- Claude Simon (photogr. Arnaud Claass), Paris, Marval, 1991 (BNF 35592606) (lire en ligne).
- Avec Anne-Marie Meunier et Suzanne Saïd, L'Autre et l'Ailleurs, Paris, Belin, 1992 (BNF 35532031).
- Guillaume Apollinaire, Alcools, Paris, Presses universitaires de France, 1994 (BNF 35690838) (lire en ligne).
- Le Magma et l'Horizon. Essai sur La Route des Flandres de Claude Simon, Paris, Klincksieck, 1997 (BNF 36194315).
- Genèse de la poétique de Paul Claudel. « Comme le grain hors du furieux blutoir », Paris, Honoré Champion, 2001 (BNF 37691025).
- Dir., Lectures de Claudel. Tête d'or, Rennes, Presses universitaires de Rennes, 2005 (BNF 40040014).
- Paul Claudel du matérialisme au lyrisme. « Comme une oie qui clabaude au milieu des cygnes », Paris, Honoré Champion, 2005 (BNF 39968082).
- Dir. avec Pierre Schoentjes, L'Ironie, formes et enjeux d'une écriture contemporaine, Paris, Classiques Garnier, 2013 (BNF 43635266).
- Dir. avec Emmanuelle Kaës, La Linguistique de Claudel. Histoire, style, savoirs, Paris, Classiques Garnier, 2014 (BNF 43791343).
- Dir. avec Xavier Galmiche, Paul Claudel et la Bohême. Dissonances et accords, Paris, Classiques Garnier, 2015 (BNF 44406236).
- Dir. avec Thierry Roger, Puretés et impuretés de la littérature, 1860-1940, Paris, Classiques Garnier, 2015 (BNF 44419110).